# Бабицький Костянтин Йосипович
Костянтин Йосипович Бабицький (рос. Константин Иосифович Бабицкий; 15 травня 1929, Москва, Російська РФСР — 14 вересня 1993, Москва, Росія) — російський лінгвіст, правозахисник, учасник дисидентського руху в СРСР, бард.

## Біографія
У 1953 закінчив Московський інститут зв'язку, по закінченні кілька років перебував на Уралі. Повернувшись до Москви, поступив на філологічний факультет МДУ (закінчив в 1960).
Працював молодшим науковим співробітником в секторі теоретичної і прикладної лінгвістики Інституту російської мови АН СРСР. Автор і співавтор ряду наукових робіт в області структурної і математичної лінгвістики.
Був відомий в Москві як виконавець «авторської пісні»; найбільш відомі його пісні на вірші Ю. Даніеля.

## Правозахисна діяльність
З середини 1960-х років зблизився з учасниками правозахисного руху, утвореного в ті роки, підписав кілька петицій протесту: на захист А. Д. Синявського і Ю. М. Даніеля, О. І. Гінзбурга і Ю. Т. Галанскова.
Учасник «демонстрації сімох» — акту протесту на Червоній площі в Москві проти вторгнення радянських військ до Чехословаччини 25 серпня 1968. Був заарештований разом з іншими учасниками демонстрації; в жовтні 1968 визнаний Московським міським судом винним в «наклепі на радянський лад» і «групових діях, що грубо порушують громадський порядок», засуджений до 3 років заслання, яку відбував в Комі АРСР.
Після звільнення був повністю позбавлений можливості працювати за фахом. Деякий час працював теслею і різноробом в селищі Костромської області; займався також перекладами румунської поезії.
В 1990 отримав почесне громадянство міста Праги.

## Сім'я
Дружина — Тетяна Великанова (1932—2002), одна з членів-засновників першої в СРСР правозахисної організації «Ініціативна група із захисту прав людини в СРСР».